# Kappa Lyrae
Kappa Lyrae ( κ Lyrae, förkortat Kappa Lyr,  κ Lyr) som är stjärnans Bayerbeteckning, är en ensam stjärna belägen i den västra delen av stjärnbilden Lyran. Den har en skenbar magnitud på 4,35 och är synlig för blotta ögat. Baserat på parallaxmätning inom Hipparcosuppdraget på ca 13,7 mas, beräknas den befinna sig på ett avstånd av ca 238 ljusår (73 parsek) från solen.

## Egenskaper
Kappa Lyrae är en orange till röd jättestjärna av spektralklass K2 III. Den har en radie som är 16 gånger större än solens radie och utsänder från dess fotosfär 127  gånger mer energi än solen vid en effektiv temperatur på 4 638 K. Den är också misstänkt att vara en variabel stjärna med liten amplitud i sin variation.